# C.S. Marítimo
Club Sport Marítimo (normalt bare kendt som C.S. Marítimo eller bare Marítimo) er en portugisisk fodboldklub fra byen Funchal på øgruppen Madeira. Klubben spiller i den næst bedste portugisiske liga (2. division), og har hjemmebane på Estádio dos Barreiros. Klubben blev grundlagt den 20. september 1910, og står noteret for en enkelt titel, nemlig det portugisiske mesterskab, som blev vundet i 1926.

## Titler
- Portugisiske Mesterskab (1): 1926

## Historiske slutplaceringer
| Sæson   | Niveau | Liga          | Placering | Kilde(r) |
| ------- | ------ | ------------- | --------- | -------- |
| 2010–11 | 1.     | Primeira Liga | 9.        | [ 1 ]    |
| 2011–12 | 1.     | Primeira Liga | 5.        | [ 2 ]    |
| 2012–13 | 1.     | Primeira Liga | 10.       | [ 3 ]    |
| 2013–14 | 1.     | Primeira Liga | 6.        | [ 4 ]    |
| 2014–15 | 1.     | Primeira Liga | 9.        | [ 5 ]    |
| 2015–16 | 1.     | Primeira Liga | 13.       | [ 6 ]    |
| 2016–17 | 1.     | Primeira Liga | 6.        | [ 7 ]    |
| 2017–18 | 1.     | Primeira Liga | 7.        | [ 8 ]    |
| 2018–19 | 1.     | Primeira Liga | 11.       | [ 9 ]    |
| 2019–20 | 1.     | Primeira Liga | 11.       | [ 10 ]   |
| 2020–21 | 1.     | Primeira Liga | 15.       | [ 11 ]   |
| 2021–22 | 1.     | Primeira Liga | 10.       | [ 12 ]   |
| 2022-23 | 1.     | Primeira Liga | 16.       |          |
| 2023–24 | 2.     | Segunda Liga  | 4.        |          |
| 2024–25 | 2.     | Segunda Liga  | 12.       |          |

## Kendte spillere
- Paulo Alves
- Jorge Costa
- Nuno Valente
- Pepe
- Danny Alves

## Danske spillere
- Sammy Youssouf